# Pan-pokreti
Pan-pokreti ili pan-nacionalni pokreti označavaju određene nacionalističke ili vjerske ideologije koje imaju za cilj ujediniti članove određenih etničkih i jezičnih skupina u jednu državu.
Većina tih etničkih ili jezičnih skupina žive u trenutku osnivanja ove ideologije u mnoštvu država. Starogrčki predmetak Pan znači svi zbog naglašavanja da pokret ima za cilj uključivanja više od samo jedne nacionalnosti.
Predstavnici pojedinih pan-pokreta postuliraju često pan-božanskog podrijetla ili božanska poslanja pojedinim etničkih skupinama. Hannah Arendt označava Pan-pokrete (posebno pangermanizam i panslavizam) kao "osobito agresivan oblik nacionalizma".

## Primjeri

### Etnografski
- panarabizam (uključujući  pansirizam), u arapskim zemljama
- panslavizam (uključujući neoslavizam) 
  - Panrusizam
  - Pansrbizam (uključujući Srbohrvatstvo i Jugoslavenstvo)
- Paniranizam, (visoravni Irana, Afganistan, Tadžikistan, Uzbekistan)
- Panbulgarizam
- Panturkizam (uključujući i Pan Turanizam/ (istočna i jugoistočna Europe i zapadne, Srednja i Sjeverna Azija)
- Panmezopotamizam (uključujući Asirianizam, Mezopotamije, Sirije, Iraka)
- Pansomalizam (Velika Somalija, uključujući Ogaden, Somalija, Džibuti, sjevero-zapadna Kenija)
- Pangermanizam, Njemačka
- Panhelenizam, Grčka
- Paniberizam (uključujući Panhispanizam), Španjolska, Portugal i Latinska Amerika
- Panlatinizam (uključujući Panromanizam)
- Pansemitismus, Židovi ili Arapi

### Geografski
- Panafrikanizam, Afrika
- Panamerikamizam, SAD ili Južna Amerika
- Panazijanizam, Azija
- Pan-EU-europizam, Europa
- Skandinavianizam, Skandinavija

### Religijski
- Panislamizam
- Pananglikanizam (Pananglikaniski kongres)

## Pan-zastavice
Sljedeći članci opisuju boje zastava koje se ponavljaju kod većine nacionalnih zastava u regiji. 
- Pan-afričke boje
- Pan-Arapske boje
- Panslavenske boje

## Poveznice
- Iredentizam